# Valentin Rose den yngre
Valentin Rose den yngre,  född 30 oktober 1762 i Berlin, död där 9 augusti 1807, var en tysk apotekare; son till Valentin Rose den äldre, far till Heinrich och Gustav Rose.
Rose övertog 1792 faderns apotek och blev 1797 assessor i Medicinalkollegiet i Berlin. Han utredde kolsyrans förhållande till baryt-  och kalkvatten samt fosforsyrans sammansättning, analyserade åtskilliga mineral, sönderdelade först alkalihaltiga mineral med bariumnitrat, upptäckte inulin och natriumbikarbonat samt angav en metod för påvisande av arsenik vid förgiftning. Han utgav tillsammans med Adolph Ferdinand Gehlen Neues Berliner Jahrbuch für Pharmacie (1803–1806).